# Црква Успења Пресвете Богородице у Буровцу
Црква Успења Пресвете Богородице у Буровцу, насељеном месту на територији општине Петровац на Млави, припада Епархији браничевској Српске православне цркве.